# Майцзішань
Майцзішань ( кит. трад. 麦积山石窟, спр. 麥積山石窟, піньїнь: Màijīshān Shíkū, акад. Майцзішань шику, «гроти Пшеничної гори») — один з найбільших буддійських печерних монастирів Китаю у формі мурашника 142-метрової висоти. Розташовується в провінції Ганьсу в районі Майцзи міського округу Тяньшуй. Початок чернечого життя і будівництва перших печер відносять до періоду династії Пізня Цінь (384—417).
Усього в горі розташовані 194 гроти: 54 — на сході, 140 — на заході. Вони висічені на південному схилі гори, на висоті 80 м від підніжжя. Усередині знаходиться понад 7200 глиняних і кам'яних скульптур, понад 1300 м² фресок, створених з IV по XIX століття. Тут можна простежити етапи розвитку скульптурного мистецтва в Китаї. Окрім скульптур, тут було виявлено понад 2000 предметів з кераміки, бронзи, заліза і яшми, древні книги, документи, картини і роботи каліграфів. Найвища скульптура досягає 16 м. З однієї печери в іншу можна потрапити тільки по дерев'яній доріжці, що проходить над урвищем. Нині зберігається як музей, і багато гротів закрито для відвідування.

## Фототека

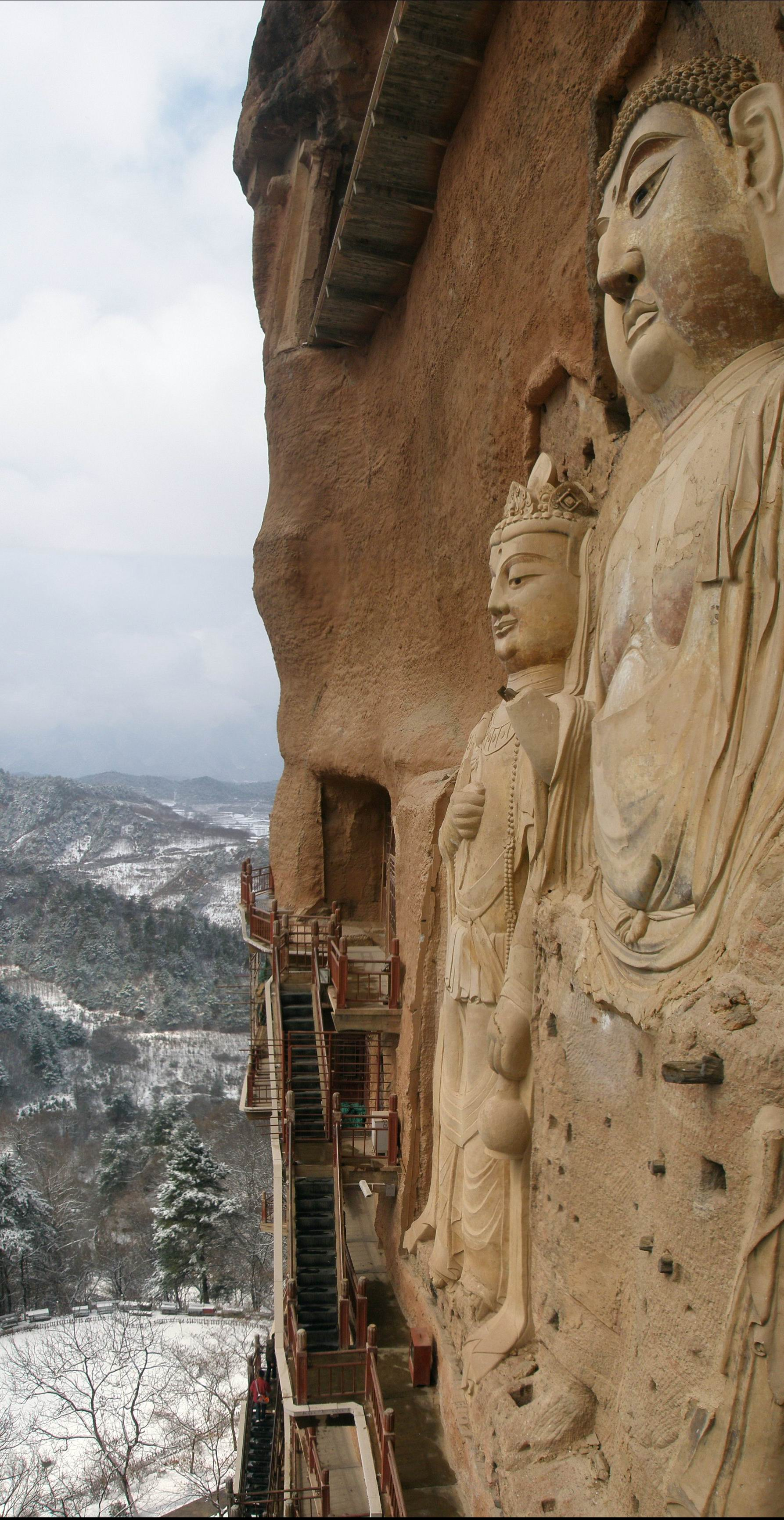
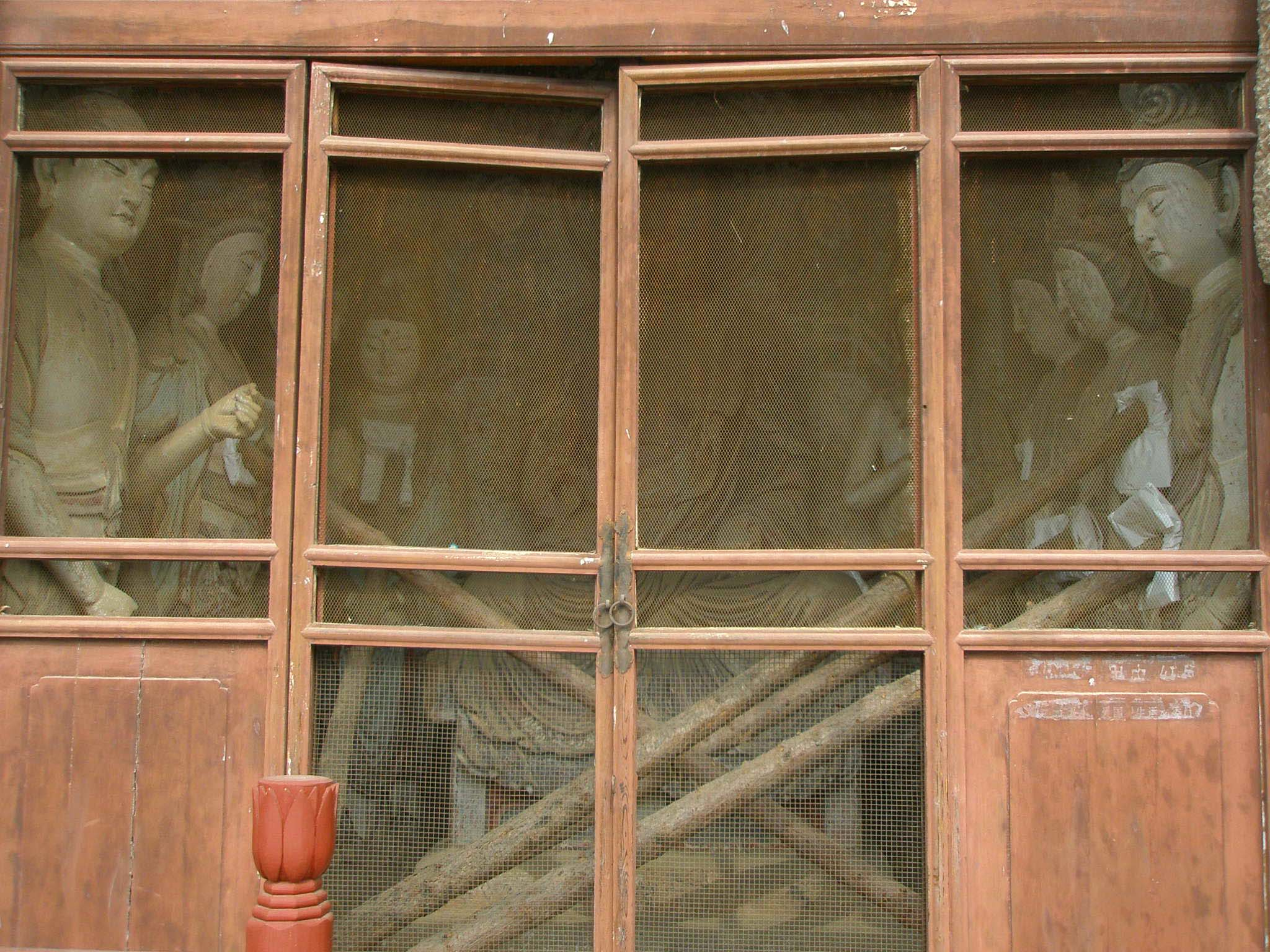
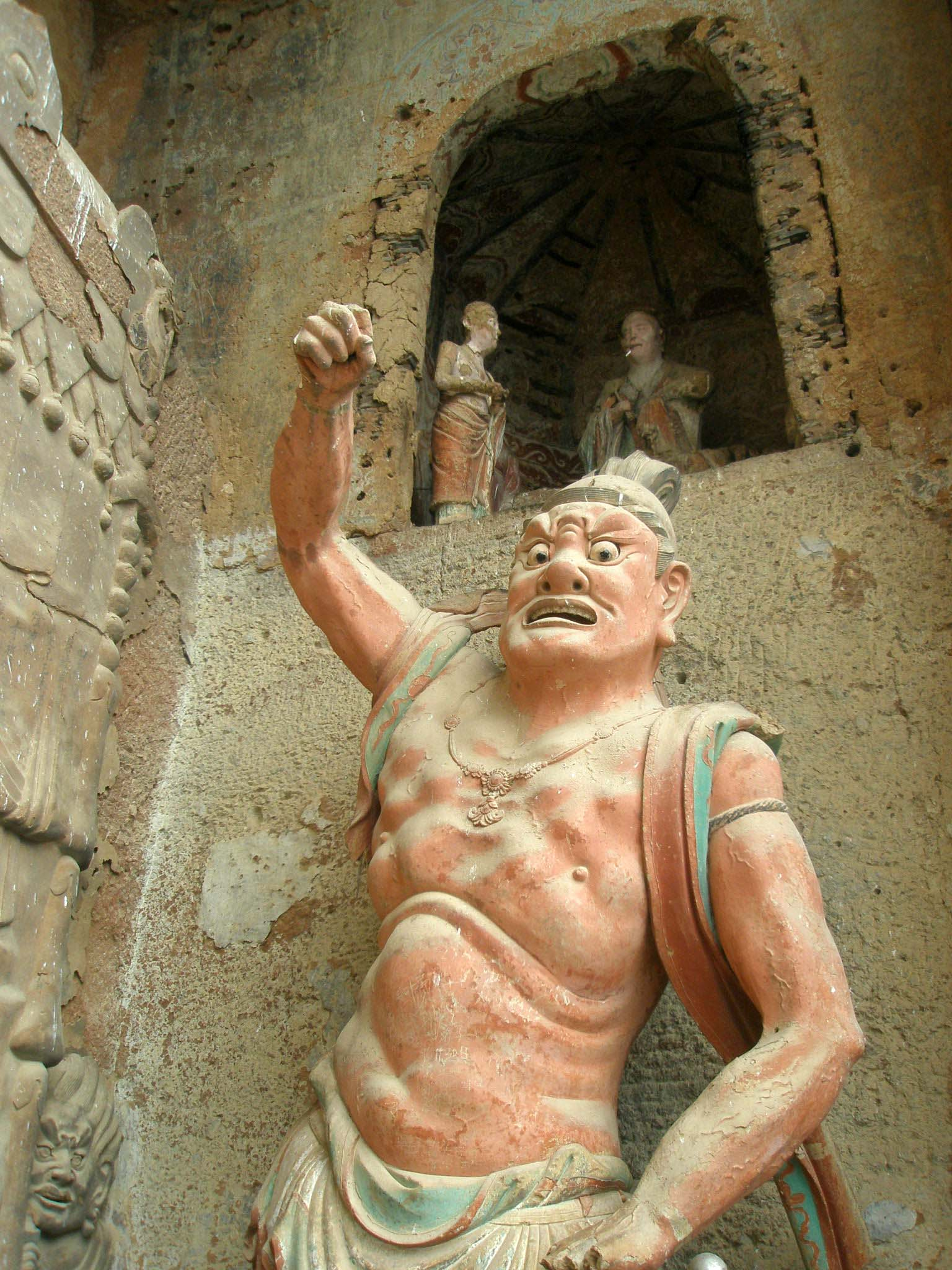
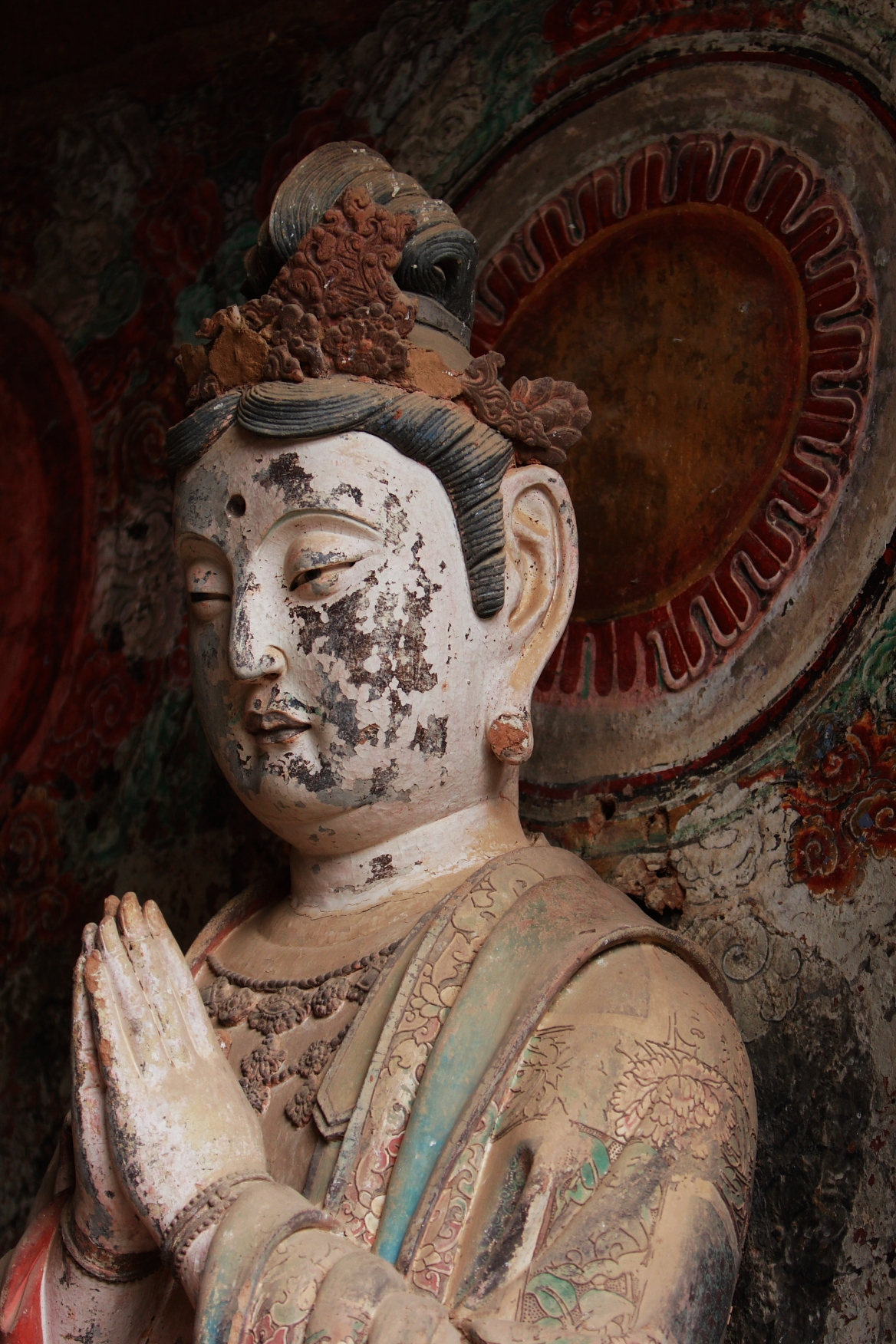

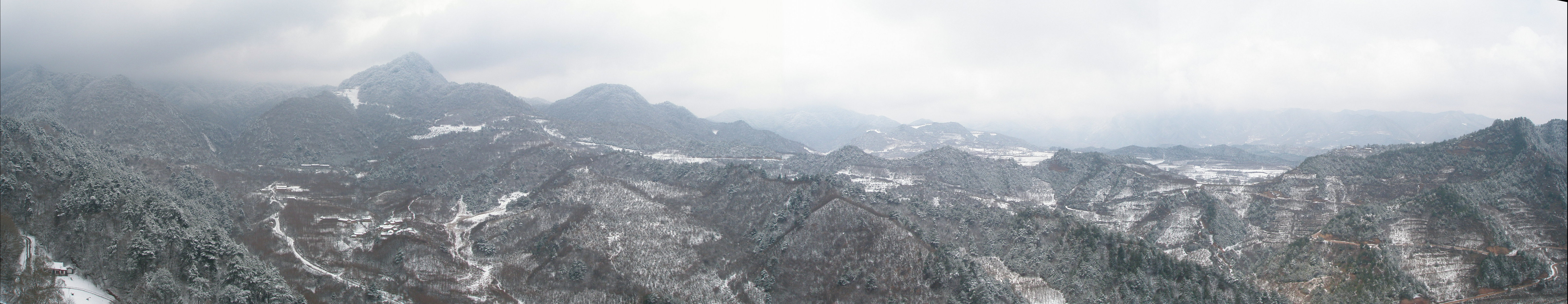